# Takuvaine FC
Takuvaine FC ist eine Fußballmannschaft auf den Cookinseln. Sie ist auf der Hauptinsel Rarotonga beheimatet. Sie spielt in der höchsten Spielklasse der Cookinseln, im Cook Islands Round Cup. Bisher konnte dreimal der nationale Pokal gewonnen werden.

## Erfolge
- Cook Islands Cup: 3

1991, 2006, 2014